# Jaylon Tyson
Jaylon La Rone Tyson (Allen, 2 dicembre 2002) è un cestista statunitense, professionista nella NBA con i Cleveland Cavaliers.

## Carriera
Dopo aver trascorso la carriera collegiale tra Texas Longhorns, Texas Tech Red Raiders e California Golden Bears, viene scelto come ventesima scelta assoluta al draft NBA 2024 dai Cleveland Cavaliers.

## Statistiche

### College
| Anno      | Squadra         | PG | PT | MP   | TC%  | 3P%  | TL%  | RP  | AP  | PRP | SP  | PP   |
| --------- | --------------- | -- | -- | ---- | ---- | ---- | ---- | --- | --- | --- | --- | ---- |
| 2021-2022 | Texas Longhorns | 8  | 0  | 6,9  | 40,0 | 0,0  | 66,7 | 1,1 | 0,4 | 0,5 | 0,3 | 1,8  |
| 2022-2023 | TTU Red Raiders | 31 | 31 | 28,9 | 48,3 | 40,2 | 72,3 | 6,1 | 1,3 | 1,4 | 0,4 | 10,7 |
| 2023-2024 | Calif. G. Bears | 31 | 30 | 34,3 | 46,5 | 36,0 | 79,6 | 6,8 | 3,5 | 1,2 | 0,5 | 19,6 |
| Carriera  | Carriera        | 70 | 61 | 28,7 | 47,0 | 37,2 | 77,6 | 5,8 | 2,2 | 1,2 | 0,4 | 13,6 |

### NBA

#### Regular Season
| Anno      | Squadra             | PG | PT | MP  | TC%  | 3P%  | TL%  | RP  | AP  | PRP | SP  | PP  |
| --------- | ------------------- | -- | -- | --- | ---- | ---- | ---- | --- | --- | --- | --- | --- |
| 2024-2025 | Cleveland Cavaliers | 47 | 3  | 9,6 | 43,0 | 34,5 | 79,2 | 2,0 | 0,9 | 0,3 | 0,1 | 3,6 |
| Carriera  | Carriera            | 47 | 3  | 9,6 | 43,0 | 34,5 | 79,2 | 2,0 | 0,9 | 0,3 | 0,1 | 3,6 |

#### Playoffs
| Anno     | Squadra             | PG | PT | MP  | TC%  | 3P%  | TL%  | RP  | AP  | PRP | SP  | PP  |
| -------- | ------------------- | -- | -- | --- | ---- | ---- | ---- | --- | --- | --- | --- | --- |
| 2025     | Cleveland Cavaliers | 4  | 0  | 7,8 | 46,7 | 55,6 | 83,3 | 1,8 | 1,8 | 0,5 | 0,3 | 6,0 |
| Carriera | Carriera            | 4  | 0  | 7,8 | 46,7 | 55,6 | 83,3 | 1,8 | 1,8 | 0,5 | 0,3 | 6,0 |

### G League
| Anno      | Squadra          | PG | PT | MP   | TC%  | 3P%  | TL%  | RP  | AP  | PRP | SP  | PP   |
| --------- | ---------------- | -- | -- | ---- | ---- | ---- | ---- | --- | --- | --- | --- | ---- |
| 2024-2025 | Cleveland Charge | 8  | 8  | 34,1 | 48,6 | 42,9 | 61,9 | 8,3 | 5,3 | 1,4 | 0,5 | 18,4 |
| Carriera  | Carriera         | 8  | 8  | 34,1 | 48,6 | 42,9 | 61,9 | 8,3 | 5,3 | 1,4 | 0,5 | 18,4 |